# Teucholabis (Teucholabis) polita
Teucholabis (Teucholabis) polita is een tweevleugelige uit de familie steltmuggen (Limoniidae). De soort komt voor in het Neotropisch gebied.